# Przestrzeń okołojądrowa

Schemat budowy jądra komórkowego

Przestrzeń okołojądrowa, przestrzeń perinuklearna − przestrzeń w komórce znajdująca się pomiędzy zewnętrzną a wewnętrzną błoną otoczki jądrowej.